# Apatura hoenei
Apatura hoenei är en fjärilsart som beskrevs av Clayton Dissinger Mell 1952. Apatura hoenei ingår i släktet Apatura och familjen praktfjärilar. Inga underarter finns listade i Catalogue of Life.